# Begonia huegelii
Espèce
Synonymes
- Wageneria huegelii Klotzsch[1]

Begonia huegelii est une espèce de plantes de la famille des Begoniaceae. Ce bégonia est originaire du Brésil. l'espèce a été décrite en 1855 sous le basionyme de Wageneria huegelii par Johann Friedrich Klotzsch (1805-1860), puis recombinée dans le genre Begonia en 1864 par Alphonse Pyrame de Candolle (1806-1893). L'épithète spécifique huegelii signifie « de Hügel », en hommage au baron autrichien Carl von Hügel (1794-1870).

## Répartition géographique
Cette espèce est originaire du pays suivant : Brésil.